# Myospila lenticeps
Myospila lenticeps este o specie de muște din genul Myospila, familia Muscidae. A fost descrisă pentru prima dată de Thomson în anul 1869. Conform Catalogue of Life specia Myospila lenticeps nu are subspecii cunoscute.